# Thomson-Brandt
Thomson-Brandt était une entreprise française, créée en 1966 à la suite du rapprochement entre la Compagnie française Thomson-Houston (CFTH) et Hotchkiss-Brandt.

Sigle de la société française Thomson-Brandt

Initialement dénommée Compagnie française Thomson-Houston Hotchkiss-Brandt, elle était présente dans un grand nombre de domaines. Le groupe Hotchkiss-Brandt a apporté des activités dans l'électroménager (marque Brandt), l'armement, les machines à coudre et projecteurs cinématographiques (marque M.I.P), les véhicules (camions Hotchkiss). Le groupe CFTH, quant à lui, était actif dans l'électronique professionnelle (émetteurs-récepteurs radio, transmission hyperfréquences, radars) et de l'électronique grand public (postes de radio, tourne-disques électroménager) avec sa marque Thomson.
Le pôle électronique de Thomson-Brandt a fusionné avec la Compagnie générale de la télégraphie sans fil (CSF) en 1968 pour former Thomson-CSF. Thomson-Brandt se concentre alors sur l'électroménager (marques Brandt et Thomson).
En 1982, Thomson-Brandt et Thomson-CSF sont nationalisées par le gouvernement de Pierre Mauroy. Les deux entreprises sont fusionnées sous le nom de Thomson SA. Au sein de ce nouvel ensemble, les activités électroménager de Thomson-Brandt se retrouvent dans le pôle Thomson Consumer Electronic Company (TCE) en 1987. Elles seront revendues en 1992 à El.Fi, filiale du groupe italien Elettro Finanziaria S.p.A.
L'entreprise, après avoir changé de nom et de propriétaires de nombreuses fois entre 1992 et 2005, est ensuite nommée FagorBrandt, filiale française du groupe Fagor. 
Le 6 novembre 2013, FagorBrandt, qui emploie 1 800 salariés, annonce son dépôt de bilan. Le même jour, mais quelques heures plus tard, les autorités espagnoles annoncent également le dépôt de bilan de l'ensemble du groupe. 
La société FagorBrandt (siren 440-303-196) est mise en redressement judiciaire le 7 novembre 2013, puis en liquidation judiciaire le 11 avril 2014 et cédée le 15 avril 2014.
La marque Brandt appartient depuis 2014 au conglomérat algérien Cevital.